# Železničná spoločnosť Cargo Slovakia
Železničná spoločnosť Cargo Slovakia, a.s. (zkratka ZSSK CARGO, přidělené VKM ZSSKC) je slovenský železniční dopravce podnikající v nákladní dopravě.

## Vznik společnosti
Společnost byla založena k 1. lednu 2005, kdy došlo k rozdělení původního dopravce Železničná spoločnosť na nákladního dopravce ZSSK CARGO a osobního dopravce Železničná spoločnosť Slovensko (ZSSK). Do firmy byly při jejím vzniku vloženy všechny nákladní vozy zanikající společnosti, část lokomotiv a většina lokomotivních dep.
Rozdělení společnosti a vznik ZSSK CARGO souvisel s usnesením pravicové vlády Mikuláše Dzurindy ze dne 7. července 2004 o privatizaci nákladní dopravy původní firmy Železničná spoločnosť.

## Činnost
V roce 2009 společnost přepravila 34 milionů tun zboží, což je pokles o 24 % oproti roku 2008. V roce 2009 byl podíl společnosti na trhu železniční nákladní dopravy na Slovensku ve výši 97 %.
V roce 2010 společnost vlastnila cca 14 700 vozů a přes 700 lokomotiv.